# Odborný překlad
Odborný překlad je cizojazyčný převod textu z oblasti vědy a techniky. Protože odborný text nepůsobí tolik na fantazii a emoce jako spíše na rozum, vyjadřuje se v pojmech, termínech a definicích, musí překladatel odborného textu znát terminologii příslušného oboru a orientovat se v oboru samém. Nemusí dbát na individuální styl autora a zachovávat jeho estetické principy, což však neznamená, že by odborný styl směl být kostrbatý a nemotorný. Na určitou přirozenou eleganci je třeba dbát.
V některých případech mají ovšem i odborné texty výrazný autorský styl (např. spisy filozofické a esejistické), který by se z překladu neměl vytratit. Odborný překlad se pak blíží překladu literárnímu.